# Salt Lake Temple
De Salt Lake Temple in Salt Lake City (Utah, Verenigde Staten) is de grootste en bekendste tempel die gebouwd is en beheerd wordt door de Kerk van Jezus Christus van de Heiligen der Laatste Dagen. De kerk is gelegen op het Temple Square in het centrum van Salt Lake City. De Salt Lake Temple is de vierde tempel die gebouwd is sinds de uittocht van de Mormoonse Pioniers uit Nauvoo.

## Geschiedenis

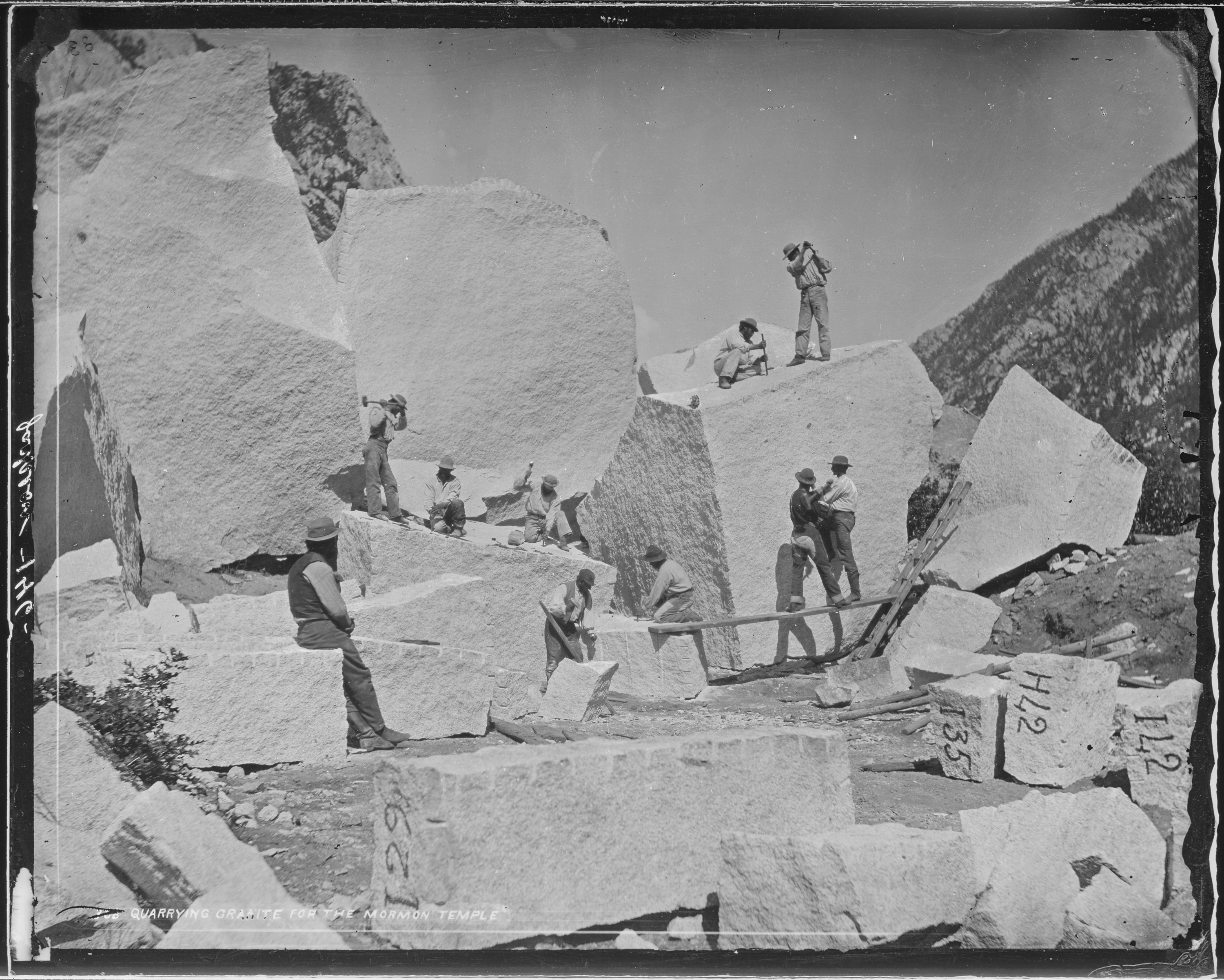
Steengroeve ten behoeve van de tempelbouw (1872)

De locatie van de Salt Lake Temple werd vastgesteld door Brigham Young op 28 juli 1847, vier dagen na zijn aankomst op het toen nog Mexicaanse grondgebied. De grond van de tempel werd ceremonieel gewijd op 14 februari 1853. Op 6 april van het daarop volgende jaar werd de eerste steen (hoeksteen) gelegd door Brigham Young. Er werd oorspronkelijk zandsteen gebruikt. Gedurende de Utah-oorlog werden de bouwwerkzaamheden gestaakt en werden de fundamenten begraven. In 1858 werden de werkzaamheden hervat. Toen kwam men erachter dat de fundamenten gebarsten waren. Hierdoor stapte men over op monzoniet dat qua uiterlijk op graniet lijkt. Deze steen werd gewonnen in canyons die 30 km van de bouwplaats aflagen. Tot de aanleg van de Transcontinental Railroad in 1869, werden de rotsblokken vervoerd op ossenkarren. Wilford Woodruff wijdde der kerk in op 6 april 1893, precies veertig jaar na de datum van de eerstesteenlegging.

## Symboliek
De kerk heeft zes grote torens. Drie aan de westzijde en drie aan de oostzijde. Deze symboliseren de macht van het priesterschap. De torens aan de oostzijde zijn iets hoger dan de andere drie. Zij vertegenwoordigen de orde van Melchizedek en het Aäronitisch priesterschap. De westelijke torens vertegenwoordigen het Eerste Presidium, het hoogste bestuursorgaan van de Mormonen. De 12 kleinere torens symboliseren het Quorum der Twaalf Apostelen. Op het hoogste punt van de kerk is een gouden beeld van de engel Moroni geplaatst. Dit beeld verwijst naar de engel genoemd in Openbaring 14:6, die komen zal om Christus bij zijn wederkomst te mogen verwelkomen.
In de kerk bevinden zich meerdere zalen bestemd voor bijeenkomsten en vergaderingen. Ook bevindt er zich een Heilige der Heilige. Een ruimte die in andere Mormonentempels niet aanwezig is.

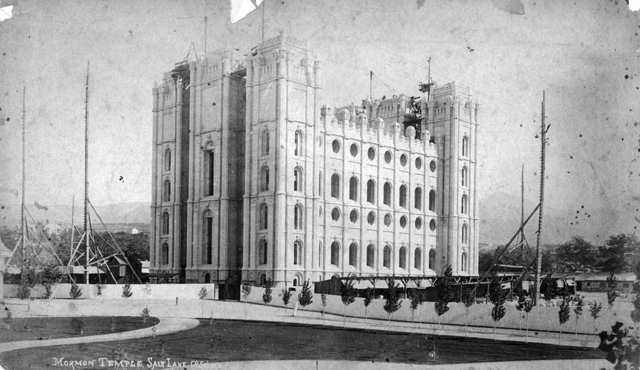
Bouw van de tempel rond 1880
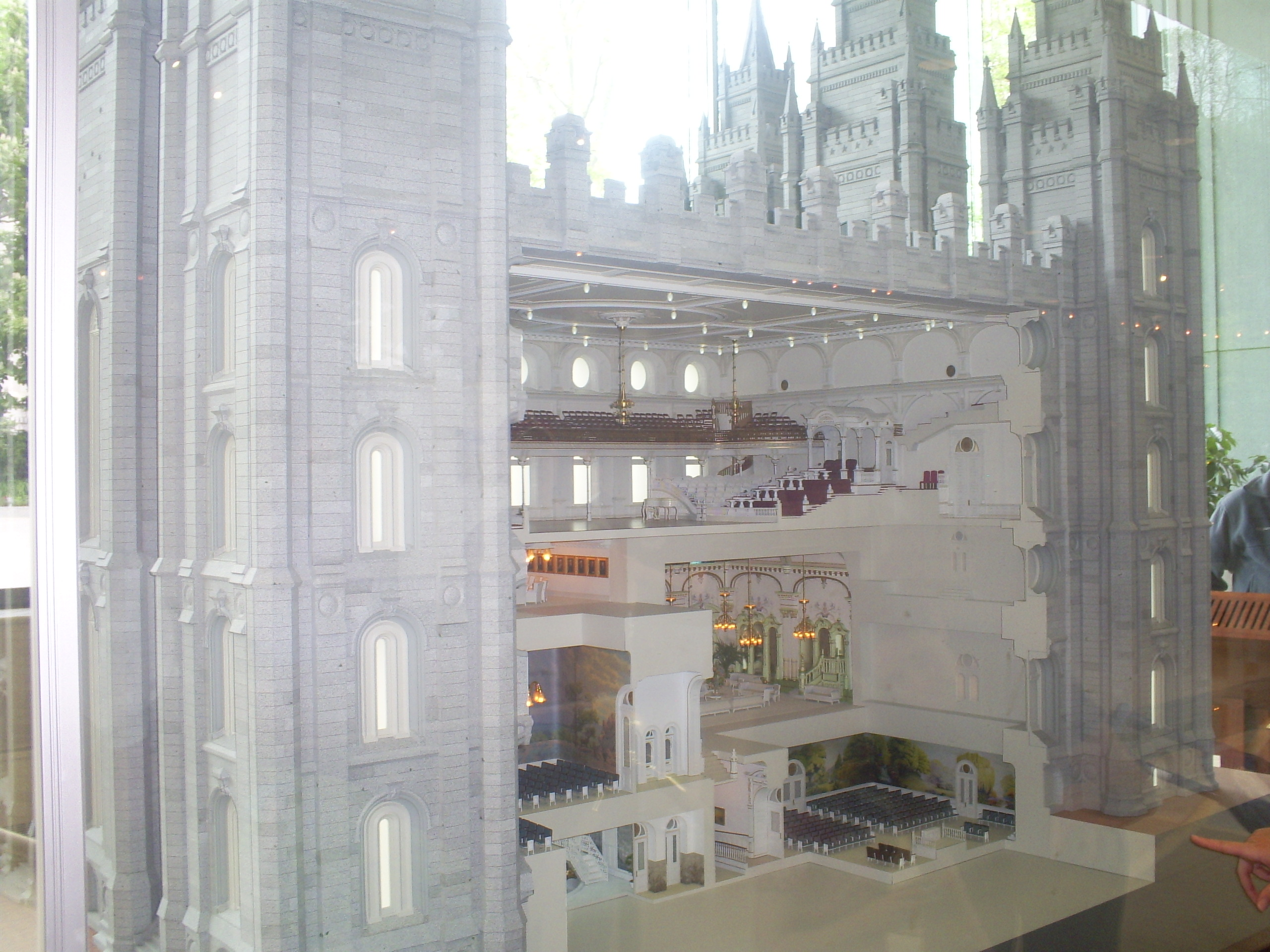
Opengewerkt schaalmodel van de tempel
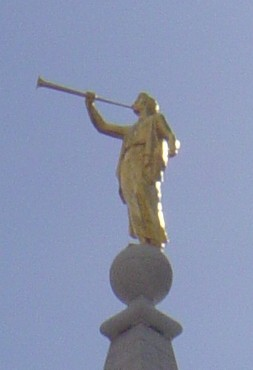
Gouden beeld van de engel Moroni